# Gunnar Johansen
Pour les articles homonymes, voir Johansen.
Gunnar Johansen (Copenhague, 21 janvier 1906 – Madison, 25 mai 1991) est un pianiste et compositeur danois. Il a été l'un des principaux promoteurs de la musique de Ferruccio Busoni, dont il a enregistré les œuvres pour piano de la maturité dans son intégralité, ainsi que des œuvres pour clavier de Johann Sebastian Bach, somme de 43 enregistrements microsillon.
Johansen n'était pas seulement un compositeur, mais aussi un érudit, un éducateur et un humaniste. Parmi ses nombreux efforts humanitaires, il a établi l'Académie Leonardo, dédiée à l'interdisciplinarité des arts et des sciences. Il a organisé des conférences qui comprenait de notables, tels que Edward Teller, inventeur de la bombe à hydrogène américaine et Buckminster Fuller, l'inventeur du dôme géodésique.

## Biographie
Il étudie d'abord avec son père, violoniste le piano et la théorie et se produit en public pour la première fois à douze ans, inspiré par Ignaz Friedman qu'il avait entendu l’année précédente. Puis toujours au Danemark, étudie avec le pianiste et chef d'orchestre Victor Schiøler qui persuade la famille de l'envoyer à Berlin pour travailler à la Hochschule für Musik (1922–1924) avec Frédéric Lamond, un élève de Franz Liszt, puis Egon Petri, disciple de Ferruccio Busoni. À cette période il évolue dans le milieu proche de Busoni et donne la première de Zehn Variationen über ein Präludium von Chopin de Busoni, en mai 1923. Il travaille ensuite avec Edwin Fischer et . Il effectue des tournées de concerts en Europe dans les années 1920 et aux États-Unis en 1929, lors de sa première installation en Californie, où il fait des concerts radiophoniques hebdomadaires pour la NBC à San Francisco (1930–1936) – il donne régulièrement le Concerto en sol de Ravel et le quatrième concerto de Rachmaninoff. Plus tard, enseigne pendant de nombreuses années en tant qu'artiste en résidence à l'Université de Wisconsin à Madison. Johansen étant dès 1939, le premier musicien artiste en résidence, dans une université américaine. Il y reste jusqu'à sa retraite en 1976.
Un tournant dans sa carrière est venu en 1953 quand il a lu dans Les Carnets de Léonard de Vinci : « La musique a deux maux, l'un mortel, l'autre gaspillage. Le mortel est toujours allié à l'instant qui suit l'énonciation de la musique, le gaspillage réside dans sa répétition, ce qui semble méprisable et mesquin. » Avec cette déclaration à l'esprit, Johansen a enregistré sa première Improvised Sonata. Ce projet s'est poursuivi jusqu'en 1990, avec l'achèvement de 550 de ces œuvres.
Il fait sensation lorsqu'il interprète la version pour piano du Concerto pour violon de Beethoven, alors qu'il découvre l'œuvre deux jours avant le concert (14 janvier 1969).
Johansen est également le traducteur en anglais de la biographie de Kierkegaard de Georg Brandes.

## Œuvres
Il était aussi un compositeur prolifique, avec un catalogue de près de 750 compositions, pour diverses formes : sonates pour piano, trois concertos pour piano, trois sonates pour violon, une grande œuvre pour orchestre de 1937 (Variations, Disguises, and Fugue, on a Merry Theme of Cyrus McCormick), ainsi que des œuvres pour quatuor à cordes, hautbois et ensembles vocaux.
- 3 concertos pour piano (1930, 1970, 1981)
- East-West Cantata, pour voix de femmes (sans paroles), piano, 3 bois et percussions (1943)
- Pastorale en 4 mouvements, pour orchestre, piano et flûtes à bec (1946/1948)
- Trilogie de la passion, pour piano (1949)
- 44 Sonates pour piano (1941-1954)
- Variations, Disguises, and Fugue, on a Merry Theme of Cyrus McCormick, pour orchestre (1937)
- 3 Sonates pour violon
- quatuors à cordes
- musique pour hautbois
- musique vocale
- 42 Psalms of David pour piano improvisé sur bande (1955)
- 515 sonate pour piano improvisées sur le clavier et bande (1952-1982).

## Enregistrements
Johansen est l'un des premiers pianistes à tenter d'enregistrer toutes les œuvres connues pour piano de Liszt, recherchant et découvrant dans les années 1960 de nombreuses œuvres auparavant inconnues. Les enregistrements publiés de Franz Liszt (qui, selon Johansen, n'a « jamais été destiné à être absolument complète ») totalise 51 LP. L'australien Leslie Howard a plus tard enregistré 99 CD, qui est censé rendre compte de la production totale de clavier Liszt.
- Bach, Œuvres pour clavier (43 LP)
- Liszt, Œuvres pour piano (51 LP)
- Ferruccio Busoni (7 LP)
- Ignaz Friedman, Œuvres pour piano (7 LP)
- Trésors du piano (20 LP)
- Œuvres d'Edvard Grieg, Ernő Dohnányi, Leopold Godowsky, Frédéric Chopin et autres
- Musique de chambre avec Rudolf Kolisch et le quatuor Pro Arte
- Concertos pour piano de Liszt, Chopin, Beethoven, Ferruccio Busoni, Selim Palmgren, Serge Rachmaninoff et lui-même

## Filmographie
- Prince Gustaf (1944)[5]